# Felipe Botelho Corrêa
Felipe Botelho Corrêa (Rio de Janeiro, 1983) é um professor e pesquisador de literatura e cultura brasileira. É doutor em letras pela Universidade de Oxford e, atualmente, é professor associado da  Faculdade de Artes e Humanidades da universidade King's College London.
É um dos principais especialistas na obra do escritor Lima Barreto, tendo revelado dezenas de textos até então inéditos em publicações como Sátiras e outras subversões (um dos 10 melhores livros de 2016 segundo O Globo e indicado ao Grande Prêmio da Crítica da Associação dos Críticos de Arte de São Paulo) e Crônicas da Bruzundanga: a literatura militante de Lima Barreto (2017).
Foi um dos convidados especiais da Festa Literária Internacional de Paraty (FLIP) de 2017, além de ter dado aulas ou palestras em instituições como Academia Brasileira de Letras, Universidade de Princeton, Universidade da Califórnia em Los Angeles, Fundação Getulio Vargas, PUC-Rio e Universidad Nacional Autónoma de México e festivais como a Festa Literária das Periferias (FLUP).
Atualmente, é editor-chefe da revista acadêmica interdisciplinar Brasiliana: Journal for Brazilian Studies.